# 정보 격차

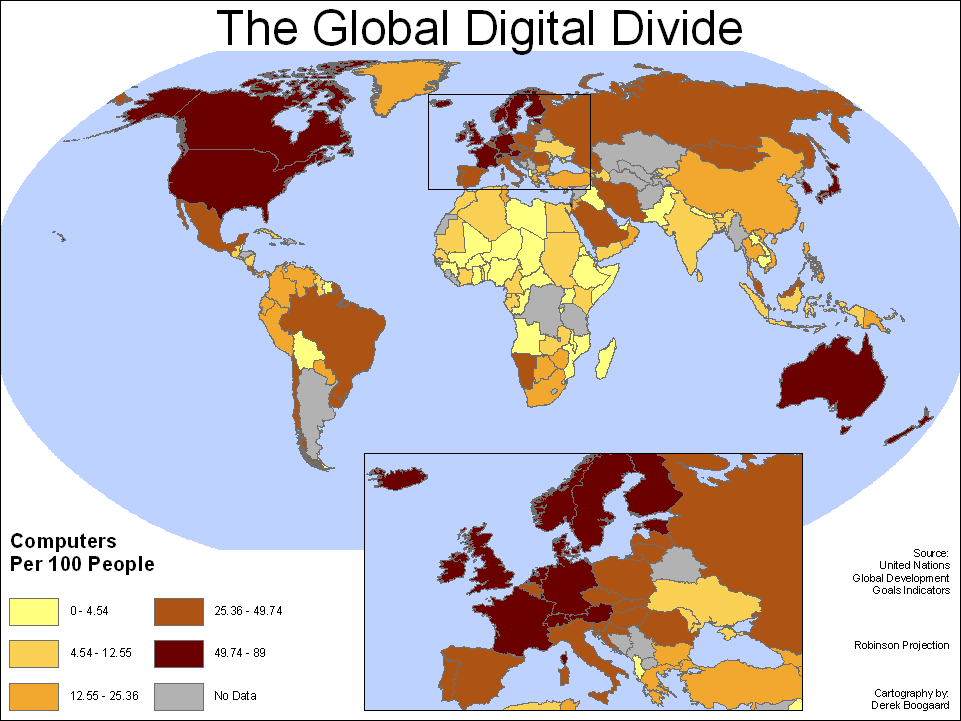
세계적 정보 격차: 100명당 컴퓨터수

정보격차는 사회, 지리적 또는 지정학적 기준에 기초하여 정의할 수 있는 다수의 구별되는 그룹들 간에 정보통신기술(ICT)에 대한 접근, 이용 또는 영향을 불균등하게 분배하는 것이다.
디지털 격차라는 용어는 Lloyd Morrisett이 Markle 재단(Hoffman, et al., 2001) 이사장으로 있을 때 처음 만들었다. 전통적으로 접근성이 있느냐 없느냐의 문제로 여겨지던 세계 휴대전화 보급률이 95%를 넘는 것은 점점 더 많은 대역폭과 더 적은 기술자 사이의 상대적 불평등이 되고 있었다.
- 연결 대상 : 개인, 단체, 기업, 학교, 병원, 국가 등.
- 차이를 설명하기 위해 구별되는 특성 또는 속성 : 소득, 교육, 나이, 지역, 동기, 사용하지 않는 이유 등
- 사용법이 얼마나 정교한가 : 간단한 접근, 검색, 상호작용성, 집중적이고 광범위한 사용, 혁신적인 기여 등
- 주제가 연결시키는 것에 : 유선 또는 모바일, 인터넷 또는 전화, 디지털 TV, 광대역 등[9]

다른 저자는 다른 측면에 초점을 맞추고 정보격차의 다양한 정의를 이끌어낸다. "예를 들어, 3가지 다른 주제(개인, 조직 또는 국가)로만 계산하고, 각각 4가지 특성(연령, 부, 지리, 부문)을 가지고 있으며, 3가지 수준의 디지털 채택(접근, 실제 사용 및 효과적인 채택), 6가지 유형의 기술(고정 전화, 모바일...인터넷...)을 구별하고 있으며, 이미 3x4x3x6 = 216개의 다른 방법으로 정보격차를 정의하고 있다. 이들 각각은 똑같이 합리적으로 보이며 분석가가 추구하는 목표에 따라 달라진다. "정보 격차"는 유사한 의미를 가진 다양한 다른 용어로도 언급되며, 디지털 포괄, 디지털 참여, 기본 디지털 기술, 미디어 리터러시 및 디지털 접근성 등의 강조점이 약간 다를 수 있다.
미국에 본사를 둔 비영리 단체인 National Digital Enclusion Alliance는 "정보 격차"라는 용어가 여러 가지 분열이 있기 때문에 문제가 있다는 것을 발견했다. 대신에, 그들은 다음과 같은 정의를 제공하는 "디지털 포괄"이라는 용어를 사용하기로 선택했다. 디지털포용은 가장 불리한 개인과 커뮤니티가 정보통신기술(ICT)에 접근하고 이용할 수 있도록 하기 위해 필요한 활동을 말한다. 여기에는 1) 저렴하고 강력한 광대역 인터넷 서비스, 2) 사용자의 요구를 충족하는 인터넷 사용 가능 장치, 3) 디지털 사용능력 교육에 대한 접근성, 4) 품질 기술 지원, 5) 자급성, 참여 및 협업을 가능하게 하고 장려하기 위해 설계된 응용 프로그램 및 온라인 콘텐츠의 5가지 요소가 포함된다.
일부 사람들은 인터넷과 다른 정보통신 기술에 접근하지 못하는 사람들이 온라인 쇼핑, 온라인에서 정보를 검색하거나 기술 직업에 필요한 기술을 배울 수 없기 때문에 불이익을 받을 것이라고 우려한다. 이로 인해 접근성이 없는 사람들에게 컴퓨터와 관련 서비스를 제공하는 프로그램이 생겨났다. 하지만 가난하고 혜택 받지 못한 어린이와 청소년들이 오락에 디지털 기기를 사용하는 데 더 많은 시간을 소비하고, 부유한 가정의 어린이와 청소년들에 비해 사람들과 직접 대면하는 데 더 적은 시간을 보내면서 역격차도 일어나고 있다.
세계의 다른 국가 또는 지역 간의 분열을 글로벌 정보격차라고 하며, 개발도상국과 선진국의 기술격차를 국제적 규모로 조사한다. 국가 간의 격차(미국의 정보격차 등)는 개인, 가구, 기업 또는 지리적 영역 간의 격차(일반적으로 다른 사회경제적 수준 또는 다른 인구통계학적 범주)를 나타낼 수 있다.

## 연결 수단

### 사회 기반 시설

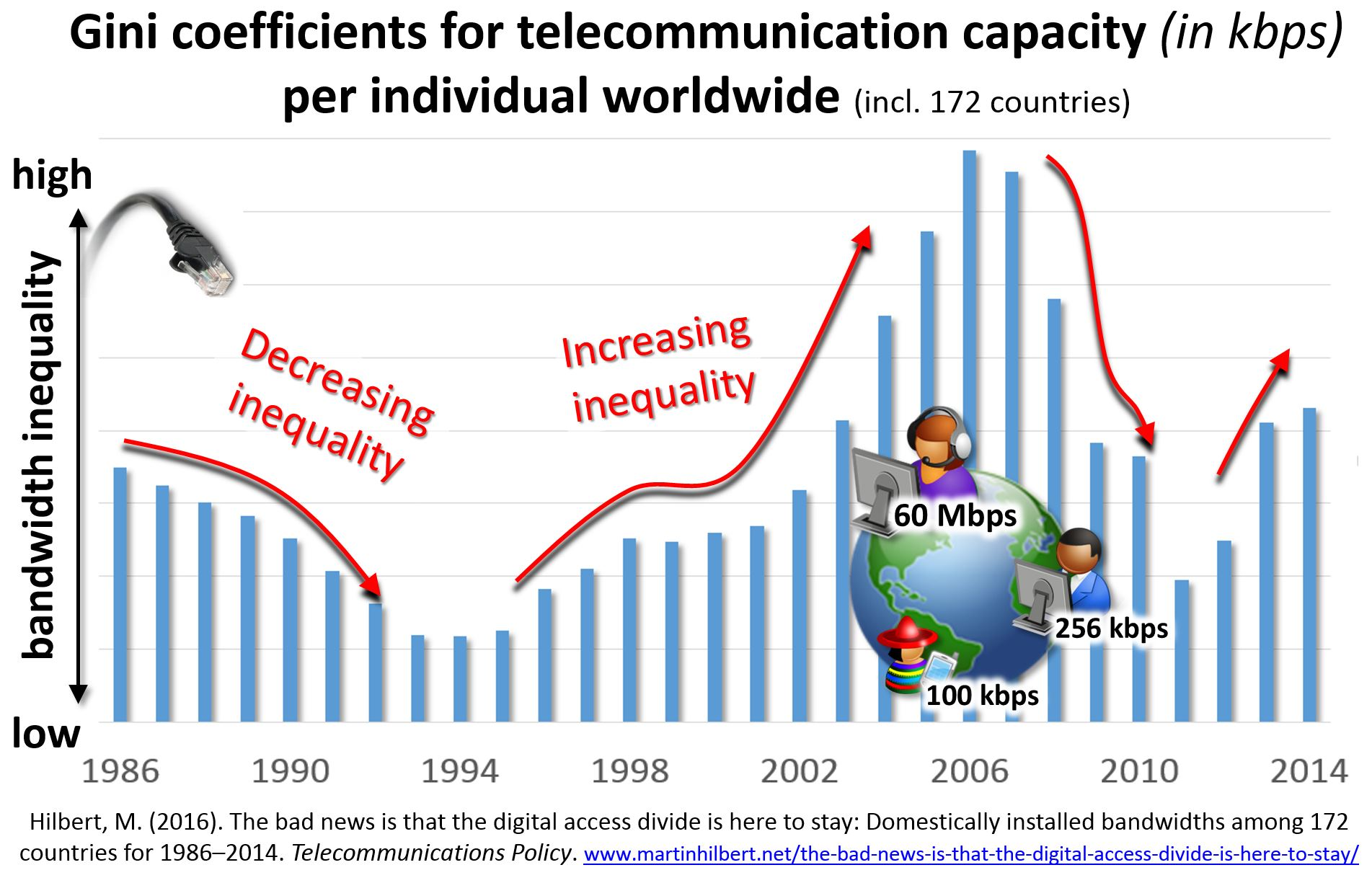
대역폭 측면에서 측정한 정보격차는 좁혀지지 않고 위아래로 요동치고 있다. 전 세계 개인 간 통신 용량(kbit/s)에 대한 지니 계수

개인, 가정, 기업 및 지역사회가 인터넷에 연결하는 인프라는 데스크톱 컴퓨터, 노트북, 기본 휴대폰 또는 스마트폰, 아이팟 또는 기타 MP3 플레이어, Xbox 또는 PlayStation과 같은 게임 콘솔, 전자 책 리더, 아이패드와 같은 태블릿과 같이 인터넷에 연결하기 위해 사용하는 물리적 매체를 다룬다.
전통적으로 격차의 특성은 기존 가입 건수와 디지털 기기로 측정해 왔다. 그러한 기기의 수가 증가함에 따라, 일부 사람들은 자연적이고 거의 자동적인 과정의 결과로 개인들 간의 정보 격차가 점점 더 좁혀지고 있다고 결론지었다. 다른 이들은 미디어에 대한 접근과 사용의 격차를 해소하는 데 시간이 경과하는 것보다 훨씬 더 많은 것이 요구된다는 증거로 여성, 인종 및 소수민족, 저소득층, 농촌 거주자, 교육 수준이 낮은 사람들 사이의 지속적인 연결 수준을 지적한다. 최근의 연구는 디지털 격차를 기술적 장치가 아닌 개인별 기존 대역폭 측면에서 측정했다.
측면의 그림에서 보듯이, kbit/s의 정보격차는 단조롭게 감소하는 것이 아니라 각각의 새로운 혁신으로 다시 상승하고 있다. 예를 들어, "90년대 후반에 인터넷과 휴대전화의 대규모 보급"은 정보격차를 증가시켰고, "2003~2004년 광대역 DSL과 케이블 모뎀의 초기 도입은 불평등 수준을 증가시켰다." 새로운 종류의 연결성이 사회 전체에 한 번에 즉각적이고 균일하게 도입되는 경우는 결코 없지만, 소셜 네트워크를 통해 서서히 확산되기 때문이다. 도표에서 알 수 있듯이 2000년대 중반에는 유선전화만 존재하던 1980년대 후반보다 통신능력이 더 뚜렷하게 분배되었다. 가장 최근의 디지털 평등 증가는 최신 디지털 혁신(예: 고정 및 모바일 광대역 인프라, 3G, 광섬유 FTTH)의 대규모 확산에 기여한다. 디지털 격차의 측정 방법론, 그리고 보다 구체적으로 통합 반복적 접근 일반 프레임워크와 측정 모델 DDG(디지털 격차 간격)에 따른 디지털 격차 모델링 이론을 사용하여 선진국과 개도국 사이에 존재하는 격차를 분석한다. 이것은 유럽연합의 27개 회원국들 사이의 격차다.

## 정보 격차의 문제점
산업사회에서 탈산업사회로 접어들면서 정보와 지식이 기존의 자본과 상품을 대신하는 주요한 사회적 기제로 등장하였다.
그러나 정보와 지식의 특성상 그리고 그것이 자본주의 체제 속에서 하나의 상품화 과정을 겪으며 생각보다 큰 문제를 야기할 수 있다. 즉 정보와 지식은 기존의 일반적 상품(옷, 신발, 식품 등과 같은)과는 달리 창출과 활용 그리고 소멸에 이르는 순환과정이 엄청나게 빠르게 진행되고 있으며 양적인 질적인 변화 모두 예측을 뛰어넘는 범위에 있다. 따라서 이에 따르는 사회적 불평등(계층, 계급, 성, 학력, 지역 등)의 정도 역시 엄청나게 벌어질 수 있다는 것이다. 나아가 정보와 지식의 중요한 특징이기도한 전지구적 성격은 세계적 불평등을 심화시켜 파레토의 법칙이라고 불리는 20:80의 사회를 더욱 첨예화 시킬 수 있다.

## 정보 격차의 원인
정보격차의 원인은 크게 세 가지로 나눌 수 있다.

### 하드웨어의 보급
기본적인 원인으로 하드웨어의 보급을 들 수 있다. 정보화 시대에서 가장 기본이 되는 하드웨어는 컴퓨터라고 할 수 있는데, 컴퓨터 구입에 어려움이 있는 자들과 그렇지 않은 자들 사이에서 정보격차가 발생한다.
정보통신부가 전국 일반국민 및 정보화 소외계층 6300명을 대상으로 실시한 ‘2006 정보격차지수 및 실태조사’ 결과에 따르면 농어민과 장애인, 장노년층 등의 정보화 소외계층의 60% 가 컴퓨터를 소유하고 있으며, 전체 국민은 80% 가 소유하고 있다.
물론 이는 적은 수의 표본 등 한계가 있으나, 조사 자체의 목적을 보더라도 격차가 있음을 알 수 있고, 세계적으로 보았을 때에는 이 격차는 더욱 커진다. 지역, 학력, 수입 등에 따라 컴퓨터 보급률이 영향을 받고 있으며, 이는 복합적으로 영향을 끼칠 수 있다.
이러한 차이를 극복하고자 OLPC (One Laptop per child)에서 100불 컴퓨터를 개발, 보급하고 있다.
또한 fon 공유기 프로젝트 등, 인터넷의 무료 사용을 위한 프로젝트가 진행 중이나, 한국에는 크게 보급되어 있지 못한 상황이다.
유비쿼터스가 보편화되면서 소형 하드웨어 등의 보급 차이는 더욱 커질 것으로 예상된다.

### 공개 프로그램
소프트웨어에 관한 것이다. 소프트웨어를 구매할 수 있는 구매력의 유무로 정보격차가 발생한다. 오픈소스-리눅스, 공개 소프트웨어의 활성이 필요하며, 컨슈머의 창작활동이 요구된다.

### 교육
어느 시대, 어느 상황에서나 학력은 소득과 관련하여 가장 관련이 깊은 부분이다.
저학력자보다 고학력자의 소득이 높은 것이 일반적이며, 저학력자의 자녀는 부족한 수입에 의해 고학력자의 자녀보다 교육 기회가 적다. 이러한 이유로 저학력자의 자녀는 저학력자가 될 가능성이 고학력자의 자녀보다 높다 할 수 있고, 이 악순환은 사회적 불평등의 악순환을 가져온다. 정보화는 자본주의 위에 마련되었기 때문에, 이러한 악순환은 지식사회에서도 이어질 가능성이 크다.
교육은 정보격차의 주요한 원인이다. 개인의 하드웨어, 소프트웨어 사용능력 정도에 따라 정보격차가 발생한다. 정보화에 대한 교육이 없으면 정보의 빈곤을 초래하고, 이는 경제적 불이익으로 연결된다.
무엇보다도, 지식의 특징 - 폭발적으로 확장되는 - 을 보았을 때, 교육이 그 흐름의 속도에 맞추지 못하면 더욱 빠른 속도로 도태되고, 악순환 사이의 교육 격차는 더욱 커질 수 있다. 이는 사회적 불평등이 더욱 심화될 것을 의미한다.
이를 해결하려는 노력이 필요하며, 단발적인 교육이 아닌 흐름에 맞는 지속적인 교육이 요구된다.

## 정보격차 원인과 현황
정보격차(Digital Divide)는 주로 경제적, 지역적, 신체적 또는 사회적 기회의 불균등으로 인하여 발생한다고 볼 수 있으며, 이로 인해 정보에서 소외된 계층은 정보화 진전으로 인한 혜택을 충분히 받지 못하고 오히려 행정, 복지 등 사회적 서비스의 정보화에 적응하지 못함으로 인하여 기본적인 일상생활과 사회 참여 기회가 제한되는 결과를 초래한다.
정보격차 현상은 처음에는 주로 경제적인 이유로 인하여 인터넷이나 PC를 사용하기 위한 초기비용 유무의 차이로 발생하였으나, 최근에는 인터넷 사용자 사이에서 정보의 활용 정도에 따른 격차가 발생하고 있다.

## 같이 보기
- 디지털 권리
- 정보화 사회
- 인터넷 거버넌스
- 경량 리눅스 배포판
- 문해
- 망 중립성
- 스타링크

## 참고 문헌
- 부의 미래, 앨빈 토플러, 2006, 청림출판
- 정보 사회의 이해, 권태환 외, 2002, 미래 M&B
- 세계화, 올리비에 돌퓌스, 1998, 한울
- 한국 언론의 구조적 통제와 언론자유, 한태열, 2002, 풀빛
- 소유의 종말, 제러미 리프킨, 2001, 민음사
- 미디어의 이해, 마샬 맥루한, 1999, 커뮤니케이션북스
- 한겨레21 2007년 3월 16일 651호
- 주간조선 2007년 1월 1일 1936호
- 시사저널 2007년 3월 13일 907호